# 紫の峡谷
『紫の峡谷』（むらさきのきょうこく、原題：Into the Purple Valley）は、アメリカ合衆国のミュージシャン、ライ・クーダーが1972年に発表した2作目のスタジオ・アルバム。

## 背景
選曲はアメリカの古い曲が中心で、レッドベリーやウディ・ガスリーのカヴァーに加えて、カリプソの「トリニダードのF.D.R.」、ゴスペルの「デノミ・ブルース」等も取り上げられた。なお、「トリニダードのF.D.R.」は、本作でキーボードを弾いたヴァン・ダイク・パークスのソロ・アルバム『ディスカヴァー・アメリカ』（1972年）でもカヴァーされている。
「ティアドロップス・ウィル・フォール」は、ディッキー・ドゥー&ザ・ドンツが1959年にシングル・ヒットさせた曲のカヴァーだが、クーダー自身は、ウィルソン・ピケットのヴァージョンでこの曲を知ったという。

## 反響・評価
クーダーは本作で自身初のBillboard 200入りを果たし、最高113位を記録した。ボブ・ゴットリーブはオールミュージックにおいて5点満点中4.5点を付け「ライ・クーダーは、ほぼ総ての弦楽器の巨匠として知られており、この『紫の峡谷』において、様々な楽器の演奏技術を証明した。ここで聴ける音楽は、ダストボウルの時代のアメリカで、社会や音楽において何が起こっていたかということに主たる焦点が当てられている」と評している。

## 収録曲
1. キャン・ユー・キープ・オン・ムーヴィング - How Can You Keep On Moving (Unless You Migrate Too) (Agnes "Sis" Cunningham) - 2:33
2. ビリー・ザ・キッド - Billy the Kid (Traditional/arranged by Ry Cooder) - 3:49
3. マニー・ハニー - Money Honey (Jesse Stone) - 3:32
4. トリニダードのF.D.R. - F.D.R. in Trinidad (Fitz McLean) - 3:06
5. ティアドロップス・ウィル・フォール - Teardrops Will Fall (Gerry "Dickey Doo" Granahan, Marion Smith) - 3:05
6. デノミ・ブルース - Denomination Blues (George Washington Phillips) - 4:01
7. オン・ア・マンデー - On a Monday (Lead Belly) - 3:00
8. ヘイ・ポーター - Hey Porter (Johnny Cash) - 4:42
9. 天国からの夢 - Great Dream from Heaven (Joseph Spence) - 1:57
10. タックス・オン・ザ・ファーマー - Taxes on the Farmer Feeds Us All (Traditional/arranged by Ry Cooder) - 3:57
11. 自警団員 - Vigilante Man (Woody Guthrie) - 4:15

## 参加ミュージシャン
- ライ・クーダー - ボーカル、ギター、ベース、マンドリン
- ジム・ディッキンソン - ピアノ(on #1, #3, #5, #8)、チェレステ(on #6)、ハーモニウム(on#10)、ボーカル
- ヴァン・ダイク・パークス - ピアノ(on #10)
- クリス・エスリッジ - ベース(on #1, #3, #5, #10)
- フリッツ・リッチモンド - ベース(on #4, #7, #8)
- ジム・ケルトナー - ドラムス(on #1, #3, #5, #10)
- ジョン・クラヴィオット - ドラムス(on #7)
- ミルト・ホランド - パーカッション(on #4, #5)
- ジェリー・ジュモンヴィル、ジョージ・ボハノン、アイク・ウィリアムズ、ジョー・デイヴィス - ホーン・セクション(on #6)
- クラウディア・レニア - ボーカル
- ドナ・ウォッシュバーン - ボーカル
- ドナ・ワイス - ボーカル
- グロリア・ジョーンズ - ボーカル